# Матју Биргодо
Матју Биргодо (фр. Mathieu Burgaudeau; 17. новембар 1998) француски је професионални бициклиста који тренутно вози за UCI про тур тим — Тотал енержис.

## Каријера
Током јуниорске каријере возио је за клубове у Француској, а 2017. је прешао у тим Директ енержи као стажер и освојио је класификацију за најбољег младог возача на Тур де Ђиронде трци. Професионалну каријеру почео је у тиму Директ енержи 2019. године, а 2020. је возио своју прву, гранд тур трку — Тур де Франс. Године 2021. завршио је Копа Сабатини на трећем мјесту, иза Михала Валгрена и Сонија Колбрелија, док је 2022. остварио етапну побједу на Париз—Ници из бијега, успјевши да заврши секунду испред главне групе коју је одспринтао Мадс Педерсен, што му је била прва побједа у каријери.
Године 2023. возио је Тур де Франс, који је завршио на 31 мјесту у генералном пласману и на седмом мјесту у класификацији за најбољег младог возача, док је у финишу сезоне Бретање класик завршио на другом мјесту, иза Валентена Мадуа.